# Atresia esofagea
L'atresia esofagea è una malformazione congenita dell'esofago, caratterizzata dalla incompleta e/o alterata formazione dell'esofago.

## Embriologia
L'anomalia si verifica tra la 3ª e la 5ª settimana di vita intrauterina.

## Anatomia patologica
Nel 98% dei casi l'esofago è a fondo cieco ed è presente un moncone distale che non comunica con lo stomaco e, nell'86% dei casi, attraverso una fistola comunica con la trachea.
L'atresia esofagea si classifica in:
- Tipo I senza fistola: l'esofago termina con un cordoncino fibroso.
- Tipo II con fistola dell'esofago prossimale con la trachea o più raramente col bronco destro.
- Tipo III con fistola dell'esofago distale con la trachea.
- Tipo IV con fistola doppia.
- Tipo V con fistola ad H senza atresia e quindi non si tratta di una vera e propria atresia anche se rientra nella classificazione.

Il 30% dei neonati con atresia dell'esofago è portatore di cardiopatia congenita.

## Diagnosi
È quasi sempre postnatale e il sospetto avviene in caso di polidramnios e in caso in cui, nella manovra di inserimento del sondino naso-gastrico o oro-gastico, la sonda non supera i 10 cm d'inserimento (è stato calcolato che dall'arcata dentaria al cardias, valvola che separa l'esofago dallo stomaco, è di 17 cm circa).
Se questo non è stato osservato, più tardi, si nota ipersalivazione, dato la presenza di un esofago a fondo cieco che non permette alla saliva di passare nello stomaco.
In caso di sospetto deve essere effettuato al più presto un Rx torace e addome senza mezzo di contrasto.
Verrà anche effettuata, ai fini chirurgici, un Rx con mezzo di contrasto idrosolubile nella tasca esofagea prossimale.

## Trattamento
Il neonato verrà ricoverato nell'unità di terapia intensiva neonatale dove verranno effettuati accertamenti (esami sangue, ulteriori esami strumentali, ecc...) e, successivamente, verrà assistito e preparato per l'intervento chirurgico (oggi l'atresia esofagea non è un'urgenza chirurgica inderogabile) che consiste nella chiusura della fistola e ricanalizzazione dell'esofago.
Nel tempo che intercorre dalla diagnosi al trattamento chirurgico verrà inserito nella tasca esofagea un sondino naso-esofageo a doppio lume "detto Replogle" che consente di lavare con fisiologica la tasca esofagea prossimale (fluidificando le secrezioni presenti) e, contemporaneamente, aspirare la tasca stessa impedendo accumulo di secrezioni e quindi prevenendone l'accumulo e un'eventuale aspirazione nelle vie aeree. In alcuni casi, viene anche confezionata una gastrostomia, che permette l'alimentazione del bambino.
La percentuale di riuscita dell'intervento oggi è dell'80% e la qualità di vita tende alla normalità.

## Altre malformazioni dell'esofago
- Anello di Schwartz: è un'ipertrofia della componente muscolare della parete dell'esofago, leggermente al di sopra del cardias. È causato da una stenosi dell'esofago, dovuta a malattia da reflusso gastroesofageo.
- Pliche mucosali: un difetto della mucosa esofagea.